# کرالوپی ناد ولتاووو
کرالوپی ناد ولتاووو (به چکی: Kralupy nad Vltavou) یک منطقهٔ مسکونی در جمهوری چک است که در ناحیه میلنیک واقع شده‌است. کرالوپی ناد ولتاووو ۱۸٬۱۵۰ نفر جمعیت دارد.

## خواهرخوانده
شهرهای شاباس، هنینگزدورف، Ikast، بانیول-سور-مر و کمارنو خواهرخوانده‌های کرالوپی ناد ولتاووو هستند.